# 5289 Niemela
Az 5289 Niemela (ideiglenes jelöléssel 1990 KG2) a Naprendszer kisbolygóövében található aszteroida. Felix Aguilar Observatory fedezte fel 1990. május 28-án.